# Fédération sportive des sourds de France
La Fédération sportive des sourds de France (FSSF) est une ancienne association à but non lucratif française (loi de 1901) créée en 1918 sous le nom de la Fédération sportive des sourds-muets de France par Eugène Rubens-Alcais. Elle est la plus ancienne fédération dans le domaine "handicap" en France.

## Histoire
Eugène Rubens-Alcais  a fondé la fédération sportive des sourds-muets de France en 1918. En 1966, la Fédération a créé la Confédération nationale des sourds de France avec la Fédération Nationale des Associations de Sourds de France (FNASF) et l’Union Nationale des Amicales des Institutions des Sourds de France. La Fédération Sportive des Sourds de France est dissoute en 2008 à cause de problèmes financiers. Ses activités sont transférées à la Fédération française handisport, sous le nom Comité de coordination des sportifs Sourds de France.

### Liste des Présidents
On compte dix présidents pour 90 ans d'existence de cette fédération :
- 1918-1928 : Gaston Vialatte
- 1928-1946 : Fernand Chante
- 1946-1951 : Eugène Rubens-Alcais
- 1951-1968 : Pierre Bernhard
- 1968-1981 : Marcel Alie
- 1981-1982 : François Cascales
- 1982-1983 : Pierre Maucurier
- 1983-1988 : Joseph Wermuth
- 1988-1993 : José Vazquez
- 1993-2008 : Isabelle Malaurie